# Charles Webster Leadbeater

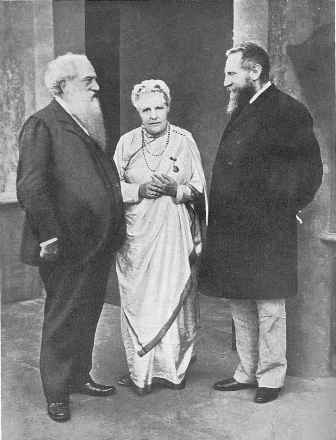
Leadbeater met Annie Besant en kolonel Henry Steel Olcott, Adyar, december 1905

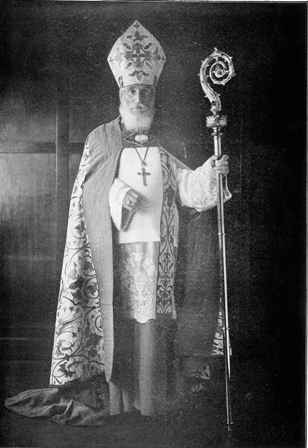
Leadbeater als bisschop van de Vrij-Katholieke Kerk, Sydney, Australië, 1925

Charles Webster Leadbeater (Stockport (Verenigd Koninkrijk), 16 februari 1854 - Perth (Australië), 1 maart 1934) was een Britse bisschop van de Vrij-Katholieke Kerk die voornamelijk bekend is als theosoof.
Leadbeater was oorspronkelijk een anglicaanse priester. Hij werd in 1883 lid van de Theosofische Vereniging. Nadat hij Helena Petrovna Blavatsky ontmoette in Londen, in 1884, vertrok hij naar India. Na haar overlijden in 1891 werd hij de belangrijkste ideoloog van de Theosophical Society.  

## Jeugd en periode in Engeland
Leadbeater heeft zijn jeugd en afkomst zelf in een aantal artikelen alsmede zijn boek The perfume of Egypt and other weird stories beschreven. De familie Leadbeater zou van Normandische afkomst zijn en zich in de periode van Willem de Veroveraar in de elfde eeuw in Engeland gevestigd hebben. De naam Leadbeater zou ontleend zijn aan het Franse Le Batre. Gedurende zijn hele leven in de theosofische gemeenschap hield Leadbeater ook vol dat hij in 1847 was geboren. Dat is hetzelfde  geboortejaar als dat van Annie Besant.
Hij zou op de leeftijd van twaalf jaar met zijn ouders en zijn broer Gerald naar Zuid-Amerika zijn gegaan waar zijn vader directeur was van een spoorwegmaatschappij in Brazilië. In zijn publicaties hierover worden enkele avonturen beschreven, waaronder de beestachtige moord door Indianen op zijn broer en zijn gevangenneming door rebellen. Tijdens reizen door het continent zag hij de verloren schatten van de Inca's en werd hij vertrouwd gemaakt met hun geheime rituelen. Na terugkeer in Engeland zou hij gestudeerd hebben aan de Universiteit van Oxford. De studie moest hij opgeven, omdat het vermogen van de familie verloren was gegaan bij het faillissement van een bank.
Biografisch onderzoek heeft aangetoond dat al deze verhalen leugens waren. Leadbeater heeft nooit een broer gehad of in Oxford gestudeerd en had tot zijn eerste reis in 1884 naar India Engeland nooit verlaten.
Leadbeater werd in 1878 benoemd tot diaken van de parochie Bramshott van de Anglicaanse Kerk in het graafschap Hampshire.  Het volgende jaar werd hij gewijd tot priester. In de jaren daarna ontwikkelde hij een grote belangstelling in het bovennatuurlijke en met name in het spiritualisme. Door het lezen van The occult world van Alfred Percy Sinnett maakte hij kennis met de theosofie en raakte daarin geïnteresseerd. In 1883 werd hij lid van de Theosofische Vereniging. In 1884 had hij zijn eerste ontmoeting met Helena Blavatsky tijdens haar bezoek aan Londen en vertrok hij naar India.

## India
In 1885 vertrok hij naar Ceylon. Hij gaf er les in een school voor arme jongens, opgericht door Kolonel Henry Steel Olcott. Blavatsky verliet in 1886 Adyar, het hoofdkwartier van de Theosophical society, om naar Europa te gaan en De Geheime Leer (1888) te schrijven. Leadbeater bleef in het hoofdkwartier en gedurende een periode van tweeënveertig dagen zou hij er van Meester Koot Hoomi (Kuthumi) het vermogen van 'astrale helderziendheid' hebben geleerd. Op vraag van Alfred Percy Sinnett vertrok Leadbeater met zijn leerling Curuppumullage Jinarajadasa in 1889 naar Londen. Hij werd huisonderwijzer van de zoon van Sinnett en George Arundale. Blavatsky stierf in 1891 en Olcott en Besant namen de leiding over de Theosophical society op zich. Mede door het ontwikkelde vermogen van Leadbeaters astrale helderziendheid, waardoor hij van de theosofische "meesters" kennis over het oude Atlantis en Lemurië zou hebben kunnen ontvangen, was William Scott-Elliot in staat in 1896 The Story of Atlantis en in 1904 The Lost Lemuria te publiceren. Sinnett schreef het voorwoord, maar Leadbeater werd niet als mede-auteur genoemd. De boeken werden gebundeld uitgegeven in 1925 met de titel The Story of Atlantis and the Lost Lemuria, met vier kaarten van Atlantis en twee van Lemurië.

## Ontuchtschandaal
In 1906 legde Leadbeater noodgedwongen al zijn taken binnen te Theosofische Vereniging neer na diverse klachten over zijn omgang met jonge jongens. Hij had diverse malen masturbatie gepropageerd als middel tegen seksuele gedachten, bovendien zou hij met enkelen in een bed geslapen hebben en waren er vermoedens van het verrichten van seksuele handelingen. Nadat Annie Besant in 1907, na het overlijden van Olcott, president van de Theosofische Vereniging was geworden werd Leadbeater weer toegelaten. Meer beschuldigingen en vermoedens van ontucht zouden hem zijn verdere leven blijven achtervolgen.

## Krishnamurti
In 1909 ontdekte hij de 14-jarige Jiddu Krishnamurti op het privé-strand in Adyar. Leadbeater was ervan overtuigd dat de jongen de nieuwe Wereldleraar en het voertuig en boodschapper was van de Maitreya, de Boeddha van de Toekomst. Leadbeater hield zich bezig met de opvoeding van Krishnamurti en zijn jongere broer Nityananda. Het voogdijschap van de jongens kwam in handen van Besant. De vader van Krishnamurti probeerde met juridische stappen het voogdijschap terug te krijgen omdat hij de bemoeienis van Leadbeater met de opvoeding van zijn zonen ongewenst vond en bovendien beschuldigde hij Leadbeater van het plegen van ontucht met Krishnamurti. Ontucht werd nooit bewezen en de voogdij bleef in handen van Besant. In later leven weigerde Krishnamurti nog te spreken over zijn relatie met Leadbeater. Hij heeft enkel nog eens verteld aan zijn goede vriendin en biografe Mary Luytens dat Leadbeater 'het kwaad' was en dat 'de gedachte aan Leadbeater, of het horen van zijn naam alleen al onsmakelijk was'.
De positionering van Krishnamurti ontmoette weerstand binnen de theosofische beweging. Die groeide toen Leadbeater vanaf 1910 in het tijdschrift The Theosophist een serie artikelen publiceerde onder de naam Rents in the Veil of Time. Hij construeerde daarin voor Alcyone, zoals hij het "hoger zelf" van Krishnamurti noemde, een reïncarnatielijn die terug ging tot het jaar 22.662 voor Chr. Ook voor 46 anderen, theosofen die meestal in Adyar verbleven, construeerde hij een dergelijke lijn. Op basis van zijn astrale helderziendheid wist hij voor ieder van die personen een beschrijving te  geven van al hun vorige levens. De beschrijvingen van de vorige levens van de 46 theosofen waren vrijwel altijd gerelateerd aan vorige incarnaties van Alcyone. Zo was zijn voormalige privé-secretaris, de nog in Adyar verblijvende Johan van Manen, in zijn eerste leven – rond 18.209 voor Chr.- een zus van Alcyone in zijn 25e reincarnatie. In 1914 maakten Annie Besant en Leadbeater bekend de serie artikelen in boekvorm te willen publiceren onder de titel The lives of Alcyone. Dat ging een aantal theosofen in Adyar te ver. Met anderen probeerde Van Manen de uitgave te verhinderen. Het werd in boekvorm uiteindelijk toch in 1924 gepubliceerd.
De kwestie rond de positionering van Krishnamurti leidde onder meer tot de definitieve breuk met Rudolf Steiner. Het gevolg was ook dat het overgrote deel van de leden van de  Duitse, Oostenrijkse en Zwitserse sectie het lidmaatschap  van de Theosofische Vereniging beëindigde. In totaal zegden ruim 15.000 leden het lidmaatschap op, ongeveer een derde deel van het totaal.

## Op Mars en Mercurius
In 1911 werd het boek The Inner Life van Leadbeater gepubliceerd. Een van de meer curieuze hoofdstukken handelt over zijn meerdere bezoeken aan de planeten Mars en Mercurius. Leadbeater geeft in het hoofdstuk uitgebreide en  gedetailleerde informatie over de bewoners van Mars. Hij beschrijft onder veel  meer dat deze er niet zoveel anders uitzien dan wij, alleen een stuk kleiner van gestalte. Buiten een aantal wilde stammen behoren alle Marsbewoners tot hetzelfde ras en zijn er nauwelijks verschillen in huidskleur. Wel kunnen bijvoorbeeld blondines en brunettes onderscheiden worden. De meerderheid van de bewoners heeft echter geel haar en blauwe of violette ogen en zien er enigszins Noors uit. 
De Marsbewoners zijn dol op bloemen waarvan er dan ook veel variëteiten zijn en hun steden zijn gebouwd op het model van een tuinstad. Mars wordt geregeerd door een koning, hoewel de monarchie niet erfelijk is. Het samenlevingsmodel is gebaseerd op polygamie maar het is gebruikelijk alle kinderen op zeer jonge leeftijd in handen van de staat te stellen die verder voor hun opvoeding zorgt. De grote meerderheid van de mensen kent dus geen gezinstraditie en niemand weet wie zijn vader of moeder is.  
Ook op Mars is een geheim genootschap van adepten waarvan in het boek vermeld wordt dat het hoofd in 1911 een leerling van een van de mahatma’s is. De beschrijving over Mars eindigt met de verzekering van Leadbeater aan de lezer dat alle door hem over Mars gegeven informatie berust op observatie en onderzoek gedurende meerdere van zijn bezoeken aan de planeet. Er volgen daarna nog opmerkingen dat het op Mercurius toch lang niet zo heet is als men zou kunnen verwachten voor een planeet zo dicht bij de zon en ook dat de verschillen in zwaartekracht op beide planeten vergeleken met die op aarde niet voor echt grote problemen zorgen.

## Australië

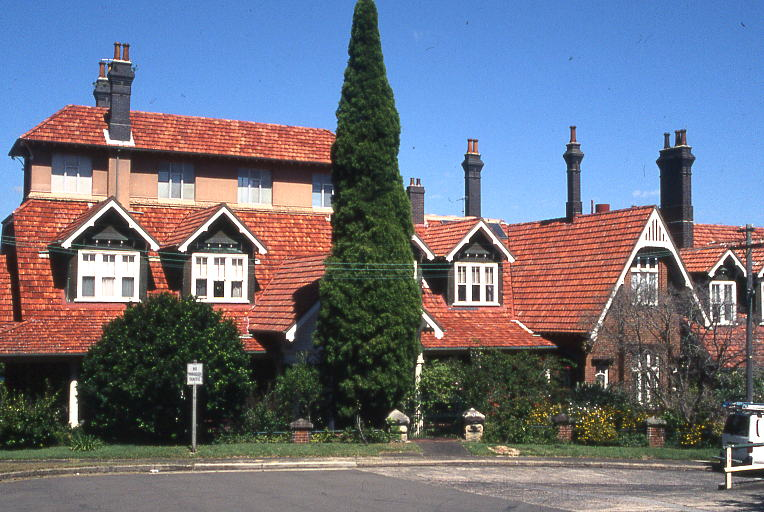
'The Manor', Sydney, Australië, waar Leadbeater verbleef van 1922 tot 1929.

In 1914 kwam op uitnodiging van Annie Besant de theosoof én sinds 1913 priester binnen de Oudkatholieke Kerk, James Ingall Wedgwood (1892-1951), naar Adyar. Aartsbisschop Matthew, die Wedgwood tot priester had gewijd werd in 1915 Rooms-katholiek. Wedgwood wijdde de achtendertig jaar oudere Leadbeater in 1915 in in de Orde van de Universele Paravrijmetselarij, waarvan hij grootsecretaris was. Leadbeater vertrok in 1915 naar Australië. 13 Februari 1916 werd Wedgwood volgens de Roomse rite tot bisschop gewijd en dat is tegelijk de stichtingsdatum van de Vrij-katholieke Kerk, die Wedgwood oprichtte. Terwijl Blavatsky zich herhaaldelijk zeer negatief over het katholicisme had uitgelaten. Maar zij was in 1891 overleden. Wedgwood wijdde Leadbeater in 1916 tot bisschop van de Vrij-katholieke Kerk. In 1922 huurde de Theosophical Society 'The Manor' in de wijk Mosman in Sydney, dat uitgroeide tot een van de drie belangrijkste plekken van de society. De andere waren Adyar en Ommen, het hoofdkwartier van de Internationale Orde van de Ster in het Oosten. Leadbeater nam er jonge vrouwelijke studenten aan, waaronder Clara Codd, Dora van Gelder en Mary Lutyens (die later een geautoriseerde biografie van Krishnamurti schreef). Krishnamurti woonde met zijn broer in een huis in de buurt. In 1923 legde Wedgwood alle taken binnen de theosofie en de Kerk neer, wegens ontuchtschandalen met jongens. In Parijs raakte Wedgwood aan de cocaïne verslaafd, waarna Besant hem nog aan een onderkomen in Huizen hielp.

## Nalatenschap
Leadbeaters naam is verbonden gebleven aan de volgende gebeurtenissen of activiteiten:
- Het ontdekken van Jiddu Krishnamurti en Curuppumullage Jinarajadasa en het verzorgen van hun opleiding.
- De uitbouw van de Vrij-Katholieke Kerk.
- De uitbouw van de Gemengde Vrijmetselarij.
- Het medebezielen van de Theosofische Vereniging.
- Zijn helderziende waarnemingen inzake energetische werking van de christelijke liturgie, de Hindoe-ceremoniën en het rituaal in de Vrijmetselarij.
- Het uitwerken van de Occulte Scheikunde.

## Werken
- Ancient Mystic Rites
- The Astral Plane
- The Beginnings of the Sixth Root Race
- The Chakras
- The Christian Creed
- Clairvoyance
- Creating Character
- The Devachanic Plane
- Dreams
- Glimpses of Masonic History
- The Hidden Life in Freemasonry
- The Hidden Side of Lodge Meetings
- The Hidden Side of Things
- How Theosophy came to me
- The Inner Life
- The Inner Side of Christian Festivals
- Invisible Helpers
- The Law of Sacrifice
- The Life After Death
- The lives of Alcyone
- Light on the Path
- Man: Visible and Invisible
- Man: Whence, How and Whither
- The Masters of the Path
- The Monad
- Occult Chemistry
- The Occult History of Java
- The Other Side of Death
- Our Relation to Children
- An Outline of Theosophy
- Perfume of Egypt and Other Weird Stories
- The Perfume of Egypt
- The Power and Use of Thougt
- The Science of the Sacraments
- The Smaller Buddhist Catechism
- Soul's Growth Through Reincarnation - Vol I-X
- Spiritualism and Theosophy
- Starlight
- Talks on 'At the Feet of the Master'
- Talks on the Path of Occultism - Vol I-III
- A Textbook of Theosophy
- The Theosophist Attitude
- Thougt Forms
- To Those Who Mourn
- Vegetarianism and Occultism
- The World Mother as Symbol and Fact